# Holger Timm
Holger Timm (* 17. März 1957 in Wittenberge) ist ein deutscher Unternehmer. Er ist Vorstandsvorsitzender und Hauptgründer der Berliner Effektengesellschaft.

## Lebenslauf
Holger Timm wuchs in der Region Hannover auf. Wohnorte von ihm und seiner Familie waren Bad Salzdetfurth, Empelde (Vorstadt von Hannover), Hannover und Arpke. Sein Vater war ein Direktor des Bergbauunternehmens K+S. Er wurde alle vier bis fünf Jahre versetzt, was häufige Wohnortwechsel zur Folge hatte.
Nach seinem Abitur zog er nach Berlin und studierte dort Rechtswissenschaften an der Freien Universität Berlin. Im Wintersemester 1975/76 wurde er Mitglied der Berliner Burschenschaft Arminia. Obwohl er sein Jurastudium abschloss, entschied er sich doch für eine andere berufliche Laufbahn und fing bei der Berliner Börse an, sich für den Aktienhandel zu interessieren. Ende der 1980er Jahre gründete er die Firma H.T.B., wenige Jahre später die „Berliner Effektengesellschaft“. Diese betrieb einen erfolgreichen Aktienhandel. Er gründete dann auch die Berliner Effektenbank, die 2006 zur Quirin Bank umbenannt wurde.

## Firmen
Von Holger Timm (mit-)gegründete Firmen:
- Berliner Effektengesellschaft
- Quirin Bank
- Ventegis
- Tradegate[3]